# Sitio de Arras
El asedio de Arras fue un episodio de la guerra de los Treinta Años que concluyó con la toma de la villa de Arras por las tropas francesas el 9 de agosto de 1640. La batalla es recordada en la obra de Edmond Rostand, Cyrano de Bergerac.

## Antecedentes
Este asedio tiene lugar durante la campaña de los Países Bajos españoles. En ella se enfrentaron las tropas española comandadas por Fernando de Austria y cuatro ejércitos: dos tropas francesas comandadas por el
mariscal de Châtillon y el mariscal de Chaulnes y dos tropas de las Provincias Unidas mandadas por el duque de La Meilleraye y Federico Enrique de Orange-Nassau. El 15 de julio de 1638, el mariscal de Châtillon se ve obligado a abandonar el sitio de Saint-Omer, dejando la plaza a los españoles. La toma de Hesdin, el 29 de junio de 1639, por La Meilleraye, deja una parte del Artois a los franceses. El objetivo ahora es coger a las fuerzas españolas en una tenaza: Federico-Enrique atacaría Dam y Brujas, mientras que Meilleraye operaría sobre el río Mosa. Mientras tanto, los ejércitos franceses mantendrían la presión sobre Artois.
En un primer momento, Charlemont y Mariemburgo resistieron los ataques de La Porte. Este cruzó el Mosa, atravesó Henao y Cambresis y se situó frente a Arras el 13 de junio de 1640. Allí se le unieron Châtillon y Chaulnes, que habían llegado por la orilla norte del río Scarpe. En total, veintitrés mil soldados y nueve mil caballeros. En el interior de Arras, el coronel O'Neill, con dos mil hombres, organizó la defensa. Las fortificaciones del sitio se construyen en un mes.

## Respuesta española
Fernando de Austria llega a Lille a finales de junio, donde se une a Lamboi y a Carlos IV de Lorena. Un ejército español formado por veinte mil hombres alcanza el Monte San Eloy el 9 de julio, a escasos kilómetros de Arras. El cardenal-infante decide no atacar a los sitiadores, sino privarles de víveres. Instalado en Avesnes-le-Comte, entre Arras, Hesdin y Doullens, intercepta los avituallamientos de los sitiadores.

## El convoy de avituallamiento
El Cardenal Richelieu, reunido con el rey en Amiens, organiza un convoy para ayudar a las tropas francesas. Envía varios vagones de municiones y alimentos protegidos por un ejército de diez mil hombres comandado por el gobernador de Lorena, François de L'Hospital. Entre estos hombres se encuentra el regimiento de mosqueteros del rey del que forma parte d'Artagnan y el regimiento de Bussy-Rabutin. La Meilleraye y de Chaulnes, al frente de seis mil hombres son encargados de realizar la recogida, que se realiza sin incidencias el 2 de agosto por la mañana, a medio camino entre Doullens y Arras. Mientras, Fernando de Austria, aprovechando esta maniobra, ataca las tropas de Châtillon que se habían quedado en Arras.

## Caída de Arras
Châtillon disponía solamente de quince mil hombres hambrientos y fatigados. El ataque más contundente viene de manos del duque de Lorena sobre la posición del coronel Josias Rantzau. Sin embargo la llegada de Jean de Gassion al frente de un ejército de mil caballeros cambia la suerte de la batalla y anuncia la llegada de La Meilleray y Chaulnes. Una última resistencia de Rantzau repele el ataque español y la llegada del resto del ejército, junto con los hombres de François de L'Hospital obligan a retirarse a los españoles. Arras resistirá aún hasta que el día 7, la apertura de una brecha en las murallas provoque la caída de la ciudad. La capitulación se firma el 9 de agosto, a la vista de Fernando de Austria, que decide renunciar a un último combate .

## Consecuencias
La villa pasará a poder francés, conservará sus privilegios y su pertenencia al parlamento de Artois. La toma de esta ciudad, que llevaba en manos españolas desde hacía mucho tiempo, aumentó la confianza francesa. El príncipe Tomás de Saboya es enviado por Mazarino en septiembre de 1640. Durante 1641 van cayendo el resto de plazas fuertes españolas Aire-sur-la-Lys, (recuperada por los españoles en diciembre del mismo año) Lens, Bapaume y La Bassée (reconquistada en 1642) hasta que todo el Artois (salvo Saint Omer) se encuentra en poder de Francia a finales de año.